# Loi d'usage et d'enseignement du valencien

Carte représentant les deux zones linguistiques de la Communauté valencienne selon le titre 5 de la Loi : en vert clair figurent les zones du domaine linguistique castillan, les zones de langue valencienne étant indiquées en vert foncé.

La Loi d'usage et d'enseignement du valencien (en valencien : Llei d'Ús i Ensenyament del Valencià ; castillan : Ley de uso y enseñanza del valenciano) (LUEV) est une loi publiée le 23 novembre 1983 par la Généralité valencienne qui vise à réguler les droits des citoyens de la Communauté valencienne à faire usage du valencien et l'obligation des institutions à garantir l’exercice de ce droit, conformément à l'article 6 du Statut d'autonomie de la Communauté adopté en 1982,.

## Présentation
La loi est promulguée par le gouvernement socialiste de la Communauté, dirigé par Joan Lerma, après approbation par les Corts valenciennes.
En l'existence de zones traditionnellement castillanophones et conformément à l'article 6.7 du Statut de 1982, la loi établit dans son titre 5 une liste de communes rattachées à l'un ou l'autre des domaines linguistiques.
Diverses organisations culturelles, politiques ou syndicales ont dénoncé ce qui constitue à leur sens un défaut d'application de la loi par les organismes publics,,,,,,. Selon le sociolinguiste Toni Mollà, de l'université de Valence, sur de nombreux aspects, la LUEV ne s'est révélée dans les faits qu'une « simple dépénalisation des usages linguistiques ».